# St Mungo’s Academy Centenary Club

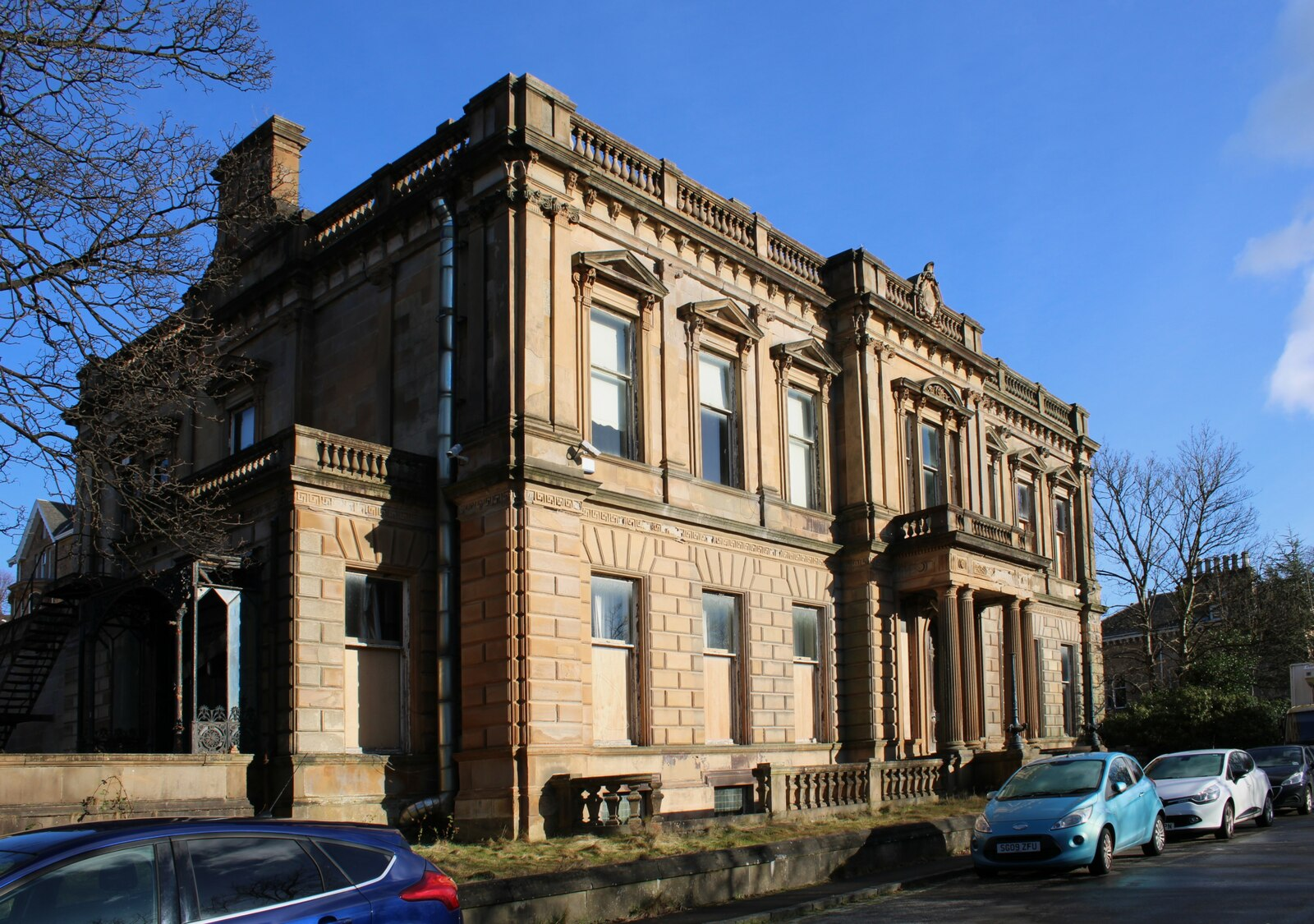
St Mungo’s Academy Centenary Club

Der St Mungo’s Academy Centenary Club ist eine Villa in der schottischen Stadt Glasgow. 1970 wurde das Bauwerk in die schottischen Denkmallisten in der höchsten Denkmalkategorie A aufgenommen. Des Weiteren ist die Villa Teil eines umfassenderen Denkmalensembles der Kategorie A.

## Geschichte
Die Villa wurde im Jahre 1877 für den Teilhaber der Saracen Foundry, James Marshall, erbaut. Marshall beauftragte den schottischen Architekten James Boucher mit der Planung des Gebäudes. Im Laufe der Jahre beherbergte die Villa dann den St Mungo’s Academy Centenary Club, einen Club der nahegelegenen St Mungo’s Academy, sowie das Golden Gates Hotel.

## Beschreibung
Der zweistöckige St Mungo’s Academy Centenary Club steht an der Great Western Road (A82) im nordwestlichen Glasgower Bezirk Kelvinside. Sie ist im historisierenden Italianate-Stil ausgestaltet. Die südwestexponierte Frontfassade ist sieben Achsen weit. Im Bereich des Erdgeschosses ist das Mauerwerk rustiziert. Mittig tritt ein Mittelrisalit heraus. Der dortige Eingangsbereich ist über eine Vortreppe zugänglich. Er ist mit gepaarten ionischen Säulen gestaltet. Das aufsitzende Gebälk zeigt einen Metopenfries und schließt mit einer steinernen Balustrade oberhalb des Gesimses. Schmale Fenster flankieren das zweiflüglige Rundbogenportal. Dreiecksgiebel auf Konsolen bekrönen die Fenster des Obergeschosses. Ionische Pilaster gliedern die Fassade vertikal. Am Risaliten flankieren sie gepaart das zentrale Drillingsfenster, das mit einem Segmentbogengiebel schließt. Ein Mäanderfries gliedert die Fassade horizontal. Die Fassade schließt mit einem Kranzgesimse mit aufwändig ornamentierten Konsolen. Darauf verläuft eine Balustrade mit zentraler Kartusche.